# Беляєво (Федуринська сільрада)
Беляєво (рос. Беляево) — присілок в Городецькому районі Нижньогородської області Російської Федерації.
Населення становить 18 осіб. Входить до складу муніципального утворення Федуринська сільрада.

## Історія
Від 2009 року входить до складу муніципального утворення Федуринська сільрада.

## Населення
| 2002 | 2010 |
| ---- | ---- |
| 20   | ↘18  |